# Mamadou Diallo (calciatore 1982)
Mamadou Diallo (Bamako, 17 aprile 1982) è un ex calciatore maliano, di ruolo attaccante.

## Carriera

### Club

#### Inizi e USM Alger
Nato a Bamako, in Mali, a 15 anni viene aggregato al Centre Salif Keita con cui gioca in prima squadra dal 2000 al 2003 nel ruolo di centrocampista.
Nel dicembre 2003 viene acquistato dall'USM Alger, dove viene spostato nella posizione d'attaccante, riuscendo a vincere la Coppa d'Algeria 2003-2004 e il titolo di capocannoniere della Champions League africana 2004. Lascia Algeri dopo un solo anno, nel dicembre 2004.

#### Nantes
Durante la sessione invernale di calciomercato 2005 si trasferisce per la prima volta in Europa, venendo prelevato dai francesi del Nantes per 700 mila euro. Alla fine della Ligue 1 2004-2005 mette a segno quattro reti in sei mesi, tra cui il gol decisivo per la salvezza del Nantes all'ultima giornata nella sfida contro il Metz.
Nella stagione 2005-2006 migliora le sue prestazioni individuali, segnando 10 reti in 35 partite che lo portano ad essere il miglior marcatore della squadra. Al termine della deludente stagione successiva invece va a segno soltanto quattro volte in 31 partite, col Nantes che retrocede in Ligue 2 per la prima volta dopo 44 anni consecutivi in massima serie.

#### Qatar SC
Nel settembre 2007 si trasferisce in Medio Oriente, venendo acquistato per 2,5 milioni di euro dal Qatar SC, con cui firma un contratto triennale.

#### Al-Jazira
Dopo otto mesi, nel febbraio 2008, il maliano passa all'Al-Jazira Club di Abu Dhabi, dove conclude la stagione in corso e disputa metà di quella successiva.

#### Le Havre
Nel gennaio 2009 Diallo ritorna in Francia, diventando un nuovo giocatore del Le Havre. Nonostante il suo apporto di tre reti in 16 partite, il club normanno non riesce ad evitare la retrocessione in seconda serie.
Nel 2009-2010 in Ligue 2 mette a segno 13 reti ma nella stagione successiva perde il posto da titolare in favore di Ryan Mendes. Trovando sempre meno spazio, a causa anche dell'esplosione di Brice Jovial, a fine 2010-2011 lascia allora Le Havre.

#### Sedan e Laval
Nell'estate 2011 si accorda col Club Sportif Sedan Ardennes, sempre in cadetteria francese, per i successivi due anni. Dal 2013 al 2015 milita invece nello Stade Lavallois Mayenne.

#### Le ultime stagioni in Belgio
Lasciata la Francia, nel 2015 si aggrega ai belgi del Tubize, dove ritrova una certa vena realizzativa, mentre nel 2017 disputa un'ultima stagione avara di presenze con l'Union Saint-Gilloise, altro club di seconda divisione belga.

### Nazionale
Ha disputato con il Mali olimpico le Olimpiadi 2004 ad Atene, mentre con la nazionale maggiore è stato convocato per le Coppe d'Africa 2008 e 2010.

## Palmarès

### Club
- Coppa d'Algeria: 1

USM Alger: 2003-2004

### Individuale
- Capocannoniere della CAF Champions League: 1

2004 (5 gol)